# Baena
Baena – gmina w Hiszpanii, w prowincji Kordoba, w Andaluzji, o powierzchni 362,51 km². W 2011 roku gmina liczyła 20 266 mieszkańców.

## Miasta partnerskie
- San Carlos (Chile)